# Der Tag der Wunder
Der Tag der Wunder (orig.: O Dia dos Prodígios) ist der erste Roman der portugiesischen Schriftstellerin Lídia Jorge. Er erschien 1980 und wurde zu einem Hauptwerk der neueren portugiesischen Literatur.

## Handlung
Die Geschichte ist in dem fiktiven Ort Vilamaninhos angesiedelt, einem rückständigen, verarmten Dorf im Süden Portugals, in dem die Zeit stehen geblieben zu sein scheint. Als vor den Augen der Bewohner eine Schlange davonfliegt, scheint eine neue Zeit anzubrechen. In Lissabon stürzt die Nelkenrevolution das Regime des Estado Novo und bald schon kommen die Revolutionäre auch nach Vilamaninhos.

## Veröffentlichung
Der Roman erschien 1980 bei Publicações Europa-América in portugiesischer Sprache. 1989 kam bei Beck und Glückler in Übersetzung von Maralde Meyer-Minnemann eine deutschsprachige Ausgabe heraus, drei Jahre später folgte die Taschenbuchausgabe bei Suhrkamp.

## Adaption
Eine Adaption des Romans inszenierte Cucha Carvalheiro 2010 am Teatro da Trindade in Lissabon.